# آنکیدو دارش
آنکیدو دارش (به آسوری: ܐܢܟܝܕܘ ܕܐܪܐܣܗ) (زادهٔ ۱۳۵۷) نوازندهٔ ویولنسل و آهنگساز ایرانی آشوری‌تبار است. دارش دانش‌آموختهٔ کارشناسی موسیقی از واحد تهران مرکزی دانشگاه آزاد اسلامی است. او در سال ۱۳۸۷ برای آهنگسازی نمایش متابولیک برندهٔ تندیس بهترین موسیقی در بخش مسابقهٔ بین‌المللی از بیست و هفتمین جشنواره تئاتر فجر و در سال ۱۳۹۶ برای آهنگسازی نمایش آکواریوم برندهٔ تندیس بهترین موسیقی در بخش مسابقهٔ تئاتر ایران (الف) از سی و سومین جشنوارهٔ تئاتر فجر شد.

## آثارشناسی

### موسیقی فیلم
- آندرانیک
- کله سرخ
- گس

### آلبوم‌ها
- نقاشی موسیقی
- یک قاشق مربا
- فراتر از یک باشگاه